# Yahya II
|  | Per a altres significats, vegeu «Yahya II ibn Yahya». |

Yahya II, de nom familiar Yahya al-Wàthiq ibn Muhàmmad, fou emir hàfsida, fill i successor de Muhàmmad al-Mustànsir el 1277. El seu favorit andalusí Ibn al-Habbabar va organitzar algunes intrigues que van posar en perill el tron; l'abril de 1279 es va produir la revolta de Bugia, on fou reconegut emir el seu oncle Abu-Ishaq Ibrahim (germà de Muhàmmad al-Mústansir). Amb l'ajut dels abdalwadites de Tlemcen i sobretot l'ajut militar directe de Pere el Gran, que volia exercir la màxima influència a l'estat hàfsida per lluitar contra els Anjou) i va enviar a Conrad Llança, va obligar al seu nebot a abdicar i va entrar a Tunis (agost del 1279). Immediatament Yahya II fou executat juntament amb Ibn al-Habbabar i altres personalitats del règim deposat.